# Neckeropsis nanodisticha
Neckeropsis nanodisticha är en bladmossart som beskrevs av Fleischer 1908. Neckeropsis nanodisticha ingår i släktet Neckeropsis och familjen Neckeraceae. Inga underarter finns listade i Catalogue of Life.